# Ried im Oberinntal
Ried im Oberinntal är en ort och kommun i distriktet Landeck i förbundslandet Tyrolen i Österrike.